# Antonio Pettigrew
Antonio Pettigrew (ur. 3 listopada 1967 w Macon, zm. 10 sierpnia 2010 w hrabstwie Chatham) – amerykański lekkoatleta specjalizujący się w długich biegach sprinterskich, uczestnik letnich igrzysk olimpijskich w Sydney (2000), mistrz świata w biegu na 400 metrów (Tokio, 1991).
W 2008 r. został zdyskwalifikowany za stosowanie niedozwolonych środków dopingujących w latach 1997–2001, wyniki uzyskane przez niego zarówno w konkurencjach indywidualnych, jak i sztafetowych, zostały anulowane, a zdobyte medale – odebrane (m.in. złote medale w biegach sztafetowych 4 x 400 m na mistrzostwach świata w Atenach (1997) i Sewilli (1999) oraz igrzyskach olimpijskich w Sydney (2000), jak również srebrny medal w sztafecie 4 x 400 m na mistrzostwach świata w Edmonton (2001).
Po zakończeniu kariery zawodniczej był trenerem na University of North Carolina. 10 sierpnia 2010 jego ciało zostało znalezione na tylnym siedzeniu zamkniętego od wewnątrz prywatnego samochodu. Jako powód śmierci podano przedawkowanie leków nasennych, niewyjaśnione zostało jednak czy było to samobójstwo, czy nieszczęśliwy wypadek.

## Sukcesy sportowe
- trzykrotny mistrz Stanów Zjednoczonych w biegu na 400 m – 1989, 1991, 1994[1]

| Rok  | Miasto | Zawody             | Konkurencja                      | Wynik                     |
| ---- | ------ | ------------------ | -------------------------------- | ------------------------- |
| 1991 | Tokio  | mistrzostwa świata | bieg na 400 m sztafeta 4 x 400 m | złoty medal srebrny medal |

## Rekordy życiowe
- bieg na 100 m – 10,42 – Raleigh – 26/03/1994
- bieg na 200 m – 20,38 – Durham 09/04/1994
- bieg na 200 m (hala) – 20,80 – Atlanta 04/03/1995
- bieg na 300 m – 32,33 – Jerez de la Frontera – 13/09/1989
- bieg na 400 m – 44,27 – Houston 17/06/1989
- bieg na 400 m (hala) – 46,04 – Glasgow 12/02/1994